# Elk Park
Elk Park è un comune degli Stati Uniti d'America, situato in Carolina del Nord, nella contea di Avery.